# Shirley (roman)
Shirley is een sociale roman geschreven door de Engelse schrijfster Charlotte Brontë in 1849. Het is haar tweede gepubliceerde roman, na het geweigerde The Professor en Jane Eyre. De eerste druk verscheen onder haar pseudoniem Currer Bell. De roman speelt in het geïndustrialiseerde Yorkshire, tijdens de economische recessie door de napoleontische oorlogen en de Oorlog van 1812. In die periode zaaiden de luddieten oproer in de textielindustrie door hun verzet tegen de industriële revolutie.
De titelheldin van de roman kreeg de naam die haar vader aan een zoon wilde geven. Voor de publicatie van de roman was Shirley een, zij het ongewone, mannennaam. De populariteit van de roman leidde ertoe dat Shirley een vrouwennaam werd.

## Achtergrond
Terwijl Charlotte Brontë Shirley schreef, overleed haar broer Branwell in september 1848 en haar zus Emily in december van hetzelfde jaar. Nadat ze het schrijven weer had opgepakt stierf haar zus Anne in mei 1849.
Het personage van Shirley was een hommage aan haar zus Emily zoals ze had kunnen zijn als ze welvarend en gezond zou zijn geweest. Veel uiterlijkheden komen overeen met Emily, zoals haar leergierigheid, haar lak aan decorum, haar gewoonte om op de vloer te zitten en haar niet aflatende aandacht voor haar grote hond Tartar. Ook de scène waarin Shirley, gebeten door een mogelijk met hondsdolheid besmette hond, de wond zelf reinigt door hem dicht te schroeien, is op waarheid gebaseerd. De karakters komen echter niet overeen en zelfs Charlottes vriendin Ellen Nussey, die Emily goed kende, herkende haar er niet in. De meisjesnaam van mevrouw Pryor is Agnes Grey, de hoofdpersoon van Annes gelijknamige eerste roman. Mevrouw Pryor is gebaseerd op Margaret Wooler, directeur van de school Roe Head, waar Charlotte Brontë eerst leerling en later docent was. Het personage van Rose Yorke is gebaseerd op Charlottes vriendin Mary Taylor 

## Locaties
De roman speelt rond de Spen Valley in West-Yorkshire. Briarmains is gebaseerd op het 'rode huis' in Gomersal; haar vriendin Mary Taylor woonde daar. Het huis is nu een museum, evenals het zestiende-eeuwse Oakwell Hall, dat in de roman voorkomt als Fieldhead, waar Shirley woont. De aanval op Robert Moores fabriek steunt op de aanval op de Cartwright's Mill in Rawfolds, Liversedge, hoewel waarschijnlijk ook inspiratie kwam van Taylor's Mill in Hunsworth. Omdat haar vader Patrick Brontë in Liversedge had gewoond, kende ze de streek goed.

## Plot
Robert Moore is een fabriekseigenaar die bekend is vanwege zijn ogenschijnlijke onbarmhartigheid tegenover zijn werknemers. Velen heeft hij al ontslagen, schijnbaar onverschillig voor de diepe armoede waarin ze vervallen. In werkelijkheid heeft hij geen keuze, omdat de fabriek grote schulden heeft. Robert is vastbesloten zijn familie-eer en -fortuin te herstellen.
Aan het begin van de roman verwacht Robert een levering van nieuwe, arbeidsbesparende machines, waardoor hij nog meer mensen zal kunnen ontslaan. Samen met een aantal vrienden houdt hij de hele nacht de wacht. Desondanks worden de machines onderweg verwoest door de luddieten. Roberts zakelijke problemen houden daarna aan, deels vanwege de voortdurende sociale onrust, maar zeker niet minder door de napoleontische oorlogen en de door de Britse regering uitgevaardigde wet die verbiedt op Amerikaanse markten te handelen.
Robert kent Caroline Helstone erg goed, omdat zij aan huis komt voor Franse lessen van zijn zus Hortense. Caroline aanbidt Robert. Haar vader is overleden en haar moeder heeft haar verlaten. Ze wordt opgevoed door haar oom, de predikant Helstone. Om te voorkomen dat hij verliefd wordt op haar, blijft Robert op afstand. Hij kan het zich niet veroorloven om uit liefde te trouwen met een onvermogend meisje.
Caroline merkt dat Robert steeds meer afstand houdt. Ze keert in zichzelf, ook omdat haar oom geen begrip op kan brengen voor haar 'inbeeldingen'. Ze heeft geen vermogen, daarom kan ze niet vertrekken, hoewel ze daarnaar verlangt. Ze stelt haar oom voor om gouvernante te worden, maar dat vindt hij niet nodig, omdat ze niet hoeft te werken voor haar levensonderhoud.
Ze herstelt enigszins wanneer ze Shirley ontmoet. De levendige en vrolijke Shirley is een onafhankelijke landeigenaar. Haar ouders zijn overleden en ze leeft samen met haar vroegere gouvernante Mrs. Pryor. Ze is erg geïnteresseerd in zaken en heeft veel ideeën om haar geld te gebruiken en mensen te helpen. Al snel worden Caroline en Shirley intieme vrienden. Caroline raakt ervan overtuigd dat Shirley met Robert zal trouwen. Shirley mag Robert, heeft veel belangstelling voor zijn werk en leeft met hem mee nu hij bedreigingen ontvangt van ontslagenen. Zowel goede als slechte ex-werknemers zijn geïrriteerd. Sommigen eervolle arbeiders lijden echt en zijn niet in staat ander werk te vinden, anderen gebruiken het ontslag als excuus om zich te bedrinken, met hem en andere werkgevers te vechten en anderen tot geweld op te roepen. Shirley geeft geld aan de armsten, mede om een aanval op Robert Moore te voorkomen.
Op een nacht vraagt dominee Helstone Shirley om bij Caroline te blijven terwijl hij weggaat. Beiden realiseren zich dat er een aanval op de fabriek nadert. Wanneer de hond begint te blaffen, weten ze dat een groep relschoppers voor hun huis halt houdt. Ze horen dat de groep overweegt het huis binnen te gaan, maar tot hun grote opluchting gebeurt dat niet. Samen gaan ze naar de fabriek om Robert te waarschuwen, maar ze zijn te laat en kunnen de al begonnen aanval vanuit hun schuilplaats bekijken.
In de buurt raakt men ervan overtuigd dat Robert en Shirley zullen trouwen. Caroline wordt ziek van dit vooruitzicht. Mevrouw Pryor verzorgt haar. Ze krijgt door waarom Caroline ziek is, maar kan niet helpen. Carolines gezondheid verslechtert dagelijks en mevrouw Pryor blijft waken in de ziekenkamer. Op een avond voelt ze zich beter. Die avond onthult mevrouw Pryor aan Caroline dat ze haar moeder is. Ze heeft afstand van haar gedaan omdat Caroline zoveel op haar vader leek, die haar mishandelde en haar leven tot een hel maakte. Vrijwel zonder geld, gaf ze onmiddellijk toe toen haar zwager aanbood het kind groot te brengen. Ze nam de al in haar familie voorkomende naam Pryor aan en vertrok om gouvernante te worden. Caroline heeft nu een reden om te leven: haar moeder. Langzaam herstelt ze, omdat ze weet dat ze kan vertrekken om met haar moeder samen te gaan leven.
Ondertussen bezoeken Shirleys oom en tante hun nicht. Ze brengen hun dochter, hun zoon en de leraar van hun zoon mee. Die leraar is Louis Moore, Roberts jongere broer, die ook Shirley vroeger les gaf. Shirley hooghartige en formele gedrag tegenover Louis plaatst Caroline voor een raadsel. Ondertussen maken twee mannen Shirley het hof, maar ze wijst beide af omdat ze hen niet liefheeft. De relatie tussen Shirley en Louis blijft ambivalent. Op sommige dagen laat ze toe dat Louis haar met het gezag van een leraar in de lesruimte roept om Franse stukken te reciteren die ze eerder leerde, op andere dagen negeert Shirley hem. Maar als ze ontdaan is, is Louis de enige die ze in vertrouwen kan nemen; alleen hij kan haar angsten wegnemen, wanneer ze gebeten wordt door een mogelijk hondsdolle hond.
In een donkere nacht keert Robert terug. Na een tussenstop op de markt komt hij met een vriend terug in zijn huis. Die vriend vraagt hem waarom hij vertrok, terwijl het zeker leek dat Shirley verliefd op hem was en met hem zou willen trouwen. Robert antwoordt dat hij dat ook dacht en dat hij haar daarom gevraagd had. Shirley had eerst gelachen en gemeend dat Robert niet het niet serieus bedoelde. Toen ze merkte dat hij dat wel deed, wees ze hem af omdat hij wist dat hij haar niet liefhad en haar alleen vroeg vanwege haar geld. Robert voelde zich vernederd, ook al moest hij bekennen dat zij gelijk had. Daarom was hij vertrokken. Hij bedacht dat het herstellen van de familie-eer niet zo belangrijk was als eigenwaarde. Robert keerde terug, besloot de fabriek indien nodig te sluiten en naar Canada te vertrekken om daar door hard werken geld te verdienen. Juist op het moment dat Robert zijn verhaal voltooid heeft, hoort zijn vriend een pistoolschot. Robert valt van zijn paard; de ex-werknemers hebben uiteindelijk wraak genomen.
Zijn vriend brengt Robert thuis en blijft bij hem waken. Na een tijdelijke verslechtering herstelt Robert langzaam. Een bezoek van Caroline wekt hem op, hoewel zij het bezoek verborgen moet houden voor haar oom en diens vrienden en familie. Daarna keert Robert algauw terug naar huis en vraagt zijn zus om Caroline uit te nodigen en zo het huis op te fleuren. Tijdens dat bezoek vraagt Robert vergeving aan Caroline.
Ondanks de verschillen in hun situaties vraagt Louis ten slotte Shirley ten huwelijk, die toestemt. In eerste instantie zal Caroline bruidsmeisje zijn, maar Robert doet Caroline vervolgens een aanzoek, dat ze accepteert.
De roman eindigt met het huwelijk van Caroline en Robert en Shirley en Louis.

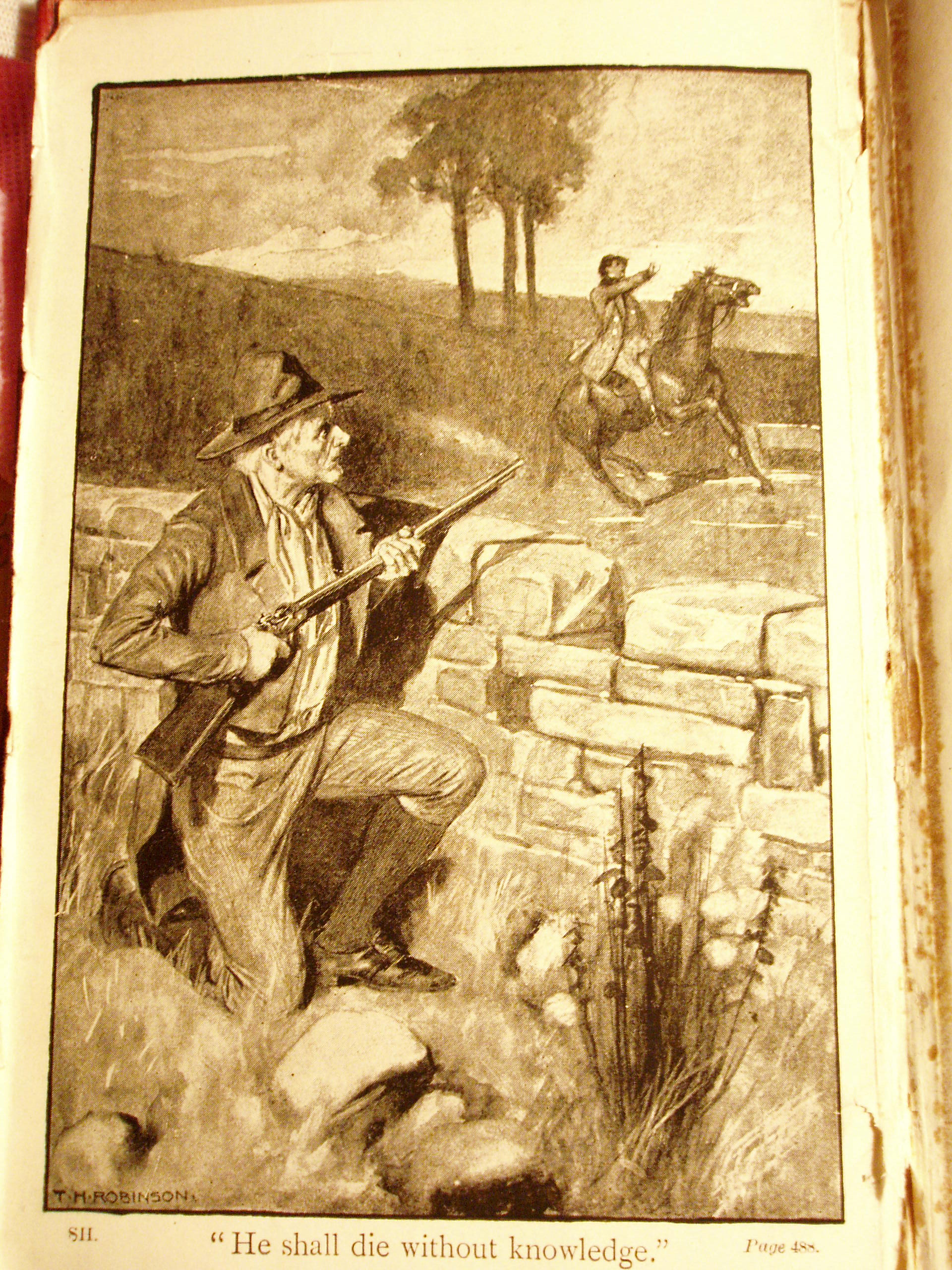
Illustratie van Thomas Heath Robinson

## Stijl
Anders dan de in de eerste persoon geschreven roman Jane Eyre, wordt Shirley verteld door een alwetende en naamloze verteller. In Villette zou Charlotte Brontë terugkeren naar een ik-verteller die later verslag doet van haar leven.

## Ontvangst
De roman kwam snel na het extreem succesvolle Jane Eyre, maar werd in eerste instantie gemengd ontvangen. Charlotte schreef aan een vriendin dat zij die de meeste kritiek hadden op Jane Eyre, Shirley iets beter vonden, maar dat de meest positieve recensenten Shirley minder geslaagd vonden. Men was het erover eens dat Shirley beter geschreven was, maar het vuur en de oorspronkelijkheid van Jane Eyre miste.

## Personages
De vier centrale personages zijn studies naar contrast: de twee vriendinnen Caroline Helstone en Shirley Keeldar, en hun minnaars, de broers Robert en Louis Gérard Moore.
- Robert Gérard Moore – Een industrieel wiens textielfabriek deels leegstaat vanwege de oorlog. Hij wordt gezien als een buitenstaander omdat hij uit Antwerpen komt, hoewel hij een neef is van Caroline. Tijdens de roman installeert Robert Moore nieuwe arbeidsbesparende machines, waardoor hij het doelwit worden van aanvallen van luddieten.
- Louis Gérard Moore – Roberts broer, die werkt als leraar voor Shirley's oom.
- Caroline Helstone – Een verlegen en onzeker meisje, maar ook wijs en bekwaam. Ze is de nicht van dominee Helstone en de beste vriendin van Shirley.
- Shirley Keeldar – Een weesmeisje en beheerder van familiebezittingen. Ze is onafhankelijk en vastbesloten.

Andere personages:
- Dominee Matthewston Helstone – Carolines oom. Een moedige man die niet wreed is, maar desondanks weinig liefde toont voor zijn nicht. Zijn huwelijk heeft hem wantrouwend gemaakt tegenover vrouwen in het algemeen.
- Hortense Gérard Moore – Robert en Louis' zus.
- Hiram Yorke – Een plaatselijke landbezitter.
- Joe Scott – Robert Moores voorman op de fabriek..
- Mrs. Pryor – Shirleys verlegen maar verstandige gouvernante die naar Fieldhead verhuisd samen met Shirley. Het blijkt later dat ze Carolines moeder, Agnes Helstone, is.
- De drie Curates van de drie parochiën - De wrede Ier Peter Malone, de Oost-Londense, Cockney-sprekende Joseph Donne, en de vriendelijke Davy Sweeting.
- William Farren – een hardwerkende, geduldige arbeider. Het voorbeeld van de perfecte man uit de arbeidersklasse.